# アイシャン・アブドゥラジモワ
アイシャン・アブドゥラジモワ（原語表記:Ayşən Əbdüləzimova、ラテン翻記:Ayshan Abdulazimova、女性、1993年4月11日 - ）は、アゼルバイジャンのバレーボール選手である。シャキ出身。アゼルバイジャン女子代表として、2014年バレーボール女子世界選手権に出場した。2018/19シーズンから初の国外移籍となるハンガリーのヴァシャシュSCの所属となった。

## 球歴
- 三大大会
  - 世界選手権 - 2014年[1]、2018年

## 所属クラブ
- アゼルレイル・バクー（2008-2009年）
- ロコモティフ・バクー（2009-2013年）
- アゼルレイル・バクー（2013-2014年）
- ロコモティフ・バクー（2014-2018年）
- ヴァシャシュSC（2018年-）